# Penelakut Island
Penelakut Island (ehemals Kuper Island) ist eine Insel, die zum südlichen Teil der Gulf Islands in der kanadischen Provinz British Columbia gehört und zwischen dem Festland und Vancouver Island liegt.
Die Insel in der Straße von Georgia ist etwa 5 Kilometer lang und rund 2 Kilometer breit. Vom westlich gelegenen Vancouver Island wird die Insel durch den Stuart-Kanal getrennt. Die östlichen Nachbarinsel sind Valdes Island und Galiano Island. Dazwischen liegt der Trincomali-Kanal. Im Norden liegt Thetis Island. Penelakut Island und Thetis Island trennt nur eine wenige Meter breite Wasserfläche.
Die Insel gehört zum Cowichan Valley Regional District. Eine richtige Ortschaft gibt es auf der Insel nicht. Die rund 300 Bewohner leben jedoch fast alle in der Nähe des Penelakut Ferry Terminals an der Westküste der Insel oder einem zweiten Siedlungsschwerpunkt an der Ostküste.

## Geschichte
Vor dem Eintreffen der ersten europäischen Entdecker und Siedler war die Insel bereits von First Nations, überwiegend vom Stamm der Penelakut besiedelt. Archäologische Funde deuten darauf hin, dass die Insel vor der Ankunft der Europäer bereits 4500 bis 9000 Jahre lang bewohnt war.
Die Insel wurde ursprünglich nach dem Kapitän der Thetis, einer Fregatte der britischen Royal Navy die 1851–1853 der Pacific Squadron zugeteilt war, „Augustus Leopold Kuper“ benannt.
Am 20. April 1863 beschoss das britische Kanonenboot Forward das Dorf auf der Insel, weil man die Mörder von drei Weißen hier vermutete. Doch die Indianer setzten sich zur Wehr, griffen das Boot an und schlugen es in die Flucht. Der Gouverneur der Kolonie Vancouver Island, James Douglas, ordnete daraufhin Maßnahmen an, die in eine der größten und brutalsten Racheaktionen der Geschichte British Columbias ausuferten.
1890 wurde auf der Insel die Kuper Island Indian Residential School eingerichtet. Ab 1920 wurde das System der Residential Schools eingeführt, als der Schulbesuch für alle Kinder zwischen 7 und 15 Jahren in ganz Kanada obligatorisch wurde. In freiwilliger Trägerschaft bestanden diese Schulen jedoch schon ab der zweiten Hälfte des 19. Jahrhunderts. Dieses Schulsystem sollte anfangs zu einem der Haupthebel der Integrationspolitik werden. In der Residential School wurde, wie in den meisten Schulen dieses Typs, unter schweren Strafen darauf gedrungen, dass die Kinder ihre Sprache nicht benutzten, sondern Englisch sprachen. Auch andere kulturelle Handlungen und Äußerungen waren strikt untersagt. Allgemein kam es in diesen Schulen, die in der Regel von kirchlichen Organisationen betrieben wurden, auch zu Tausenden von Übergriffen auf die Schüler und zu einer hohen Sterblichkeitsrate. Um 1975 wurde die Schule dann geschlossen. Im Jahr 2008 entschuldigte sich Stephen Harper für die kanadische Bundesregierung für das Residential School System.
Im Jahr 2010 wurde die Insel umbenannt.
Im Frühling und Sommer 2021 wurden in der Nähe von mehreren Residential Schools unmarkierte Gräber gefunden, darunter waren im Juli 2021 auch 160 Gräber in der Nähe der Residential School auf Penelakut.

## Verkehr
Penelakut Island ist mit einer Fähre der BC Ferries zu erreichen, die von Fährterminal in der Ortschaft Chemainus auf Vancouver Island aus verkehrt und auch Thetis Island anläuft.